# Agrypnus assus
Agrypnus assus is een keversoort uit de familie van de kniptorren (Elateridae). De wetenschappelijke naam van de soort werd voor het eerst geldig gepubliceerd in 1857 door Ernest Candèze.